# Медово (Старозагорская область)
Медово (болг. Медово) — село в Болгарии. Находится в Старозагорской области, входит в общину Братя-Даскалови. Население составляет 208 человек.

## Политическая ситуация
Медово подчиняется непосредственно общине. С 2015 г. избран новый кмет - Станка Стоянова (кандидат в партию БСП).
Кмет (мэр) общины Братя-Даскалови — Ваня Тодорова Стоева (коалиция партий: Болгарская социалистическая партия (БСП), национальное движение «Симеон Второй» (НДСВ)) по результатам выборов в правление общины.